# Clipping Adam
Pour plus de détails, voir Fiche technique et Distribution.
Clipping Adam est un film américain réalisé par Michael Picchiottino, sorti en 2004. Il s'agit du premier rôle au cinéma d'Evan Peters.

## Synopsis
Dans une petite ville de la côte californienne, Adam, un jeune garçon, doit composer avec une tragédie familiale.

## Fiche technique
- Titre : Clipping Adam
- Réalisation : Michael Picchiottino
- Scénario : Michael Picchiottino
- Musique : Dean Harada
- Photographie : Jim Orr
- Montage : Patrick Gallagher et Basem Wasef
- Production : Mike Gabrawy et Michael Picchiottino
- Pays :  États-Unis
- Genre : Drame
- Durée : 90 minutes
- Dates de sortie : 
  -  États-Unis : 22 avril 2004 (RiverRun International Film Festival)

## Distribution
- Evan Peters : Adam Sheppard
- Chris Eigeman : Tom Sheppard
- Louise Fletcher : Grammy
- Robert Pine : le principal Briggs
- Bryan Burke : Johnny Dominguez
- Kevin Sorbo : le père Dan
- Sean Michael Afable : Squeaky
- Cassie Benavidez : Lola Dominguez
- Jon Briddell : Dr. Spencer
- Cassidy Diane Burwell : Sara Shepard
- Jordan Butcher : Tony Sabattini
- Lisel M. Gorell : Melissa Shepperd
- Gerardo P. Samaneigo : Ricky Dominguez
- Ryan Donald Willis : Pete

## Distinctions
Le film a remporté le prix de la révélation pour Evan Peters au festival du film de Phoenix 2004. Pour ce rôle, l'acteur a également été nommé aux Young Artist Awards.